# 南花畑 (会津若松市)
南花畑（みなみはなばたけ）は、福島県会津若松市にある町。郵便番号は965-0874。

## 概要
会津若松市市街地の中部に位置しており、国道118号の西側を町域とする。

## 地理
会津盆地南東部に位置する会津地方の中心都市、会津若松市の北西部に位置する。周囲の地域とともに阿賀川の支流、湯川などやその支流により形成された扇状地上に発達した会津若松市の中心市街地を形作る。東は城南町、南町、西は川原町、城西町、南は錦町、表町、北は湯川町、米代に接する。

## 歴史

### 近世
江戸時代、現在の南花畑付近には、花畑、花畑組町、南町などがあった。花畑は若松城下城郭外南部に位置しており、東西2条、南北2条の通りであった。花畑の町名は江戸時代初期に花畑があったことによるとされ、大通、花畑口通、西通、隍端（ほりばた）通からなっており、士屋敷が多かったとされる。また、あとに藩学日新館の付属学舎友善舎となる子弟教育のための講所があった。花畑組町は花畑の西南にある東西8条、南北2条の通りで、河原通、一番丁、二番丁、三番丁、四番丁、五番丁、河原丁、裏通、片頰（かたがわ）丁、石塚向丁、石塚向河原丁からなっていた。このうち、一番丁、二番丁、三番丁は正保年間までに、そのほかは正保年間以後に成立したとされ、足軽同心が多く住んでいたとされる。
明治元年9月22日（1868年11月6日）、戊辰戦争の戦いの結果、若松城は開城した。

### 近代
明治時代に入ると、民生取締所、民生局による統治を経て、1870年に若松県が置かれたほか、江戸時代からの若松城下の町は再編され、従来の南町は'南町分に編入されたのち、1877年に若松栄町、南町分、石上分、千石町分、材木町分の各一部により若松南町が誕生する。また、花畑は南町分に編入されたほか、花畑組町は一部が南町分、材木町分に編入され、残部が日吉村の一部となった。日吉村はあとに門田村の一部となる。
その後、1877年に旧来の福島県、磐前県、若松県が合併されて福島県となったことから若松県は廃止されたほか、1889年に町村制の施行によりそれぞれ若松町内の町名などとなる。1889年、合わせて若松南町は南町の町名となり、1899年には若松町の市制施行により若松市の町名となる。

### 現代
1955年、当時の若松市と高野村、一箕村、神指村、門田村、東山村、大戸村、湊村が合併、会津若松市となったことから、以後南町は同市の町名となる。また、現在の南花畑東部は戦前から宅地だったが、花畑団地の完成により、西部にも市街化が広がる。その後、1960年代に会津若松市の住居表示が実施され、現在の南花畑周辺も対象となる。そして、1965年、南町、栄町、門田町大字日吉のそれぞれ一部から南花畑が誕生する。

## 町名の変遷
| 実施後 | 実施年月日               | 実施前         |
| ------ | ------------------------ | -------------- |
| 南花畑 | 1965年（昭和40年）2月1日 | 南町（一部）   |
| 南花畑 | 1965年（昭和40年）2月1日 | 栄町（一部）   |
| 南花畑 | 1965年（昭和40年）2月1日 | 門田町大字日吉 |

## 世帯数と人口
2017年（平成29年）8月1日現在の世帯数と人口は以下の通りである。
| 町丁   | 世帯数  | 人口  |
| ------ | ------- | ----- |
| 南花畑 | 374世帯 | 816人 |

## 交通

### バス
町域内を通る福島県道211号西若松停車場南町線などで会津乗合自動車によるバスが運行されている。

#### 路線バス等の系統
- 市内1コース
- 市内2コース
- 原長谷川線

- 塩川・喜多方線
- 熊倉・喜多方線
- 笈川線

### 道路
- 国道118号
- 国道121号
- 国道401号
  - 国道121号、国道401号は国道118号との重複指定
- 福島県道211号西若松停車場南町線
- 城南通り

## 施設
- 若松南町郵便局
- 南町保育園
- 西松屋
- 市営住宅南花畑団地